# Acanthormius unidens
Acanthormius unidens är en stekelart som beskrevs av Sergey A. Belokobylskij 1988. Acanthormius unidens ingår i släktet Acanthormius och familjen bracksteklar. Inga underarter finns listade i Catalogue of Life.